# Cushing (Iowa)
Cushing és una població dels Estats Units a l'estat d'Iowa. Segons el cens del 2000 tenia 246 habitants.

## Demografia
Segons el cens del 2000, Cushing tenia 246 habitants, 104 habitatges, i 66 famílies. La densitat de població era de 296,8 habitants per km².
Dels 104 habitatges en un 31,7% hi vivien nens de menys de 18 anys, en un 55,8% hi vivien parelles casades, en un 4,8% dones solteres, i en un 36,5% no eren unitats familiars. En el 32,7% dels habitatges hi vivien persones soles el 23,1% de les quals corresponia a persones de 65 anys o més que vivien soles. El nombre mitjà de persones vivint en cada habitatge era de 2,37 i el nombre mitjà de persones que vivien en cada família era de 2,98.
Per edats la població es repartia de la següent manera: un 26,8% tenia menys de 18 anys, un 5,7% entre 18 i 24, un 26,8% entre 25 i 44, un 19,9% de 45 a 60 i un 20,7% 65 anys o més.
L'edat mediana era de 40 anys. Per cada 100 dones de 18 o més anys hi havia 87,5 homes.
La renda mediana per habitatge era de 37.500 $ i la renda mediana per família de 47.000 $. Els homes tenien una renda mediana de 29.844 $ mentre que les dones 21.719 $. La renda per capita de la població era de 18.408 $. Entorn del 2,9% de les famílies i el 6,7% de la població estaven per davall del llindar de pobresa.

## Poblacions més properes
El següent diagrama mostra les poblacions més properes.